# Reddyanus furai
Espèce
Reddyanus furai est une espèce de scorpions de la famille des Buthidae.

## Distribution
Cette espèce est endémique de la province de Thái Nguyên au Viêt Nam. Elle se rencontre vers Phổ Yên.

## Description
Le mâle holotype mesure 33,68 mm et la femelle paratype 37,31 mm.

## Étymologie
Cette espèce est nommée en l'honneur de Vladimír Fura.

## Publication originale
- Kovařík & Šťáhlavský, 2019 : « Revision of the genus Reddyanus from Southeast Asia, with description of five new species from Cambodia, Malaysia, Thailand and Vietnam (Scorpiones: Buthidae). » Euscorpius, no 295, p. 1-45 (texte intégral).